# Autoritatea părintească
Autoritatea părintească sau responsabilitatea părintească (numită și autoritate parentală sau responsabilitate parentală) reprezintă ansamblul de drepturi și îndatoriri pe care un părinte le are cu privire la copilul său. Autoritatea părintească include printre altele încredințarea copilului, supravegherea acestuia, deciziile cu privire la religia copilului, la intervențiile medicale, întreținerea și educația copilului. Ea se poate defini ca puterea atribuită părinților prin care li se permite acestora să decidă în privința întreținerii, supravegherii, educației și locuinței copilului. Aceasta putere este destul de vastă, un copil fiind considerat de lege sub autoritatea părinților până atinge vârsta majoratului. Autoritatea parentală comună înseamnă egalitatea drepturilor și îndatoririlor tatălui și mamei în educația copiilor. În condiții excepționale autoritatea parentală poate fi delegată către alte persoane decât părinții copilului
| “                                                                       | "Autoritatea părintească” [...] constituie cadrul general cu privire la drepturile și îndatoririle părintești privind persoana și bunurile copilului minor, exercitarea autorității părintești și decăderea din exercițiul drepturilor părintești. [...] părinții au dreptul și îndatorirea de a crește copilul, asigurându-i o dezvoltare fizică, mentală, spirituală, morală și socială armonioasă. Autoritatea părintească se exercită împreună de ambii părinți, în principiu chiar și atunci când sunt divorțați." | ” |
| — Expunere de motive cu privire la noul Cod Civil al României, pagina 7 | |   |

Noțiunea de autoritate părintească există în Codul Civil Francez, Codul Civil Elvețian sau cel German . Noțiunea de autoritate părintească apare, de altfel, în codurile civile ale majorității statelor din Europa sau pe continentul nord-american, apărând sub denumirea de custodie (custody)  sau responsabilitate părintească (parental responsibility) .
În doctrină s-a apreciat că autoritatea parentală nu este nimic altceva decât consacrarea juridică a unei obligații în primul rând morale a părinților de a conduce copilul la vârsta adultă și la independența sa, asigurându-i protecția și educația prin respectul persoanei sale 

## Istoric
Autoritatea parentală, dacă pare naturală în societatea de azi, nu este decât o creație recentă și este absentă din numeroase sisteme juridice actuale. Introducerea autorității parentale în România s-a făcut cu ocazia adoptării noului Cod civil pe exemplul dreptului francez; mai precis codul civil francez a fost preluat de codul civil din Quebec iar acesta din urmă a fost folosit drept model pentru noul cod civil român. În fapt, chiar și în dreptul francez, autoritatea parentală este o noțiune relativ nouă, ea fiind introdusă în anul 1970, ocazie cu care a înlocuit "puterea maritală" (sau "autoritatea paternă") termen decurgând din Codul Civil Napoleonian. Introducerea autorității parentale în Franța constituie dovada egalizării îndatoririlor soțului și soției. De la Codul Civil instituit în 1804, sub egida lui Jean-Jacques Régis de Cambacérès, soția avea în familie un rang abia mai de invidiat decât copiii. Într-adevăr, femeia era considerată minoră (nu avea dreptul de a lua singură decizii pentru ea, și cu atât mai puțin legate de copii) și subordonată «șefului familiei». Această noțiune a dispărut în Franța în anul 1970, legea stabilind că "cei doi soți asigură împreună direcția morală și materială a familiei»: autoritatea parentală înlocuiește puterea paternă". În România Noul Cod civil a intrat în vigoare în octombrie 2011.

## Autoritatea părintească în Uniunea Europeană
Termenul încetățenit la nivelul documentelor internaționale europene este acela de responsabilitate părintească. Această noțiune acoperă mai ales drepturile legate de educația și de îngrijirile care trebuie aduse unui copil, dreptul de a se ocupa de acesta și de bunurile acestuia, dreptul de a hotărî unde locuiește acesta, de a îl plasa într-o familie substitutivă sau o instituție sau acela de a îl duce pe acesta în afara acestui loc pentru o durată determinată (dreptul de vizită la sfârșitul săptămânii sau al perioadelor de vacanțe școlare).
De cele mai multe ori, părinții sunt titularii răspunderii părintești asupra unui copil, însă răspunderea părintească poate să revină și unei instituții căreia i-a fost încredințat copilul.
În Uniunea Europeană există norme care să permită facilitarea exercitării drepturilor, în special în cazul în care titularii răspunderii părintești și copilul nu locuiesc toți în aceeași țară.
Astfel, în caz de litigiu între titularii acestui drept - de cele mai multe ori, este vorba de părinți - normele sunt cele care determină care va fi tribunalul competent pentru a trata cazul: scopul este mai ales de a evita, dacă cei doi părinți locuiesc în țări diferite, ca fiecare dintre ei să se adreseze tribunalului din țara sa și ca două hotărâri să fie pronunțate pentru același caz. Principiul este că tribunalul competent este cel al statului în care copilul își are reședința obișnuită.
De asemenea, pentru a asigura aplicarea concretă în celelalte țări ale Uniunii Europene a hotărârii pronunțate, a fost prevăzut un mecanism de recunoaștere și de executare a hotărârilor, care facilitează exercitarea răspunderii părintești de către titularii acesteia.
Îndeosebi, dreptul de vizită al unui părinte va fi recunoscut foarte ușor într-un alt stat membru al Uniunii Europene, în vederea favorizării relațiilor dintre copil și ambii săi părinți.

## Autoritatea părintească în România

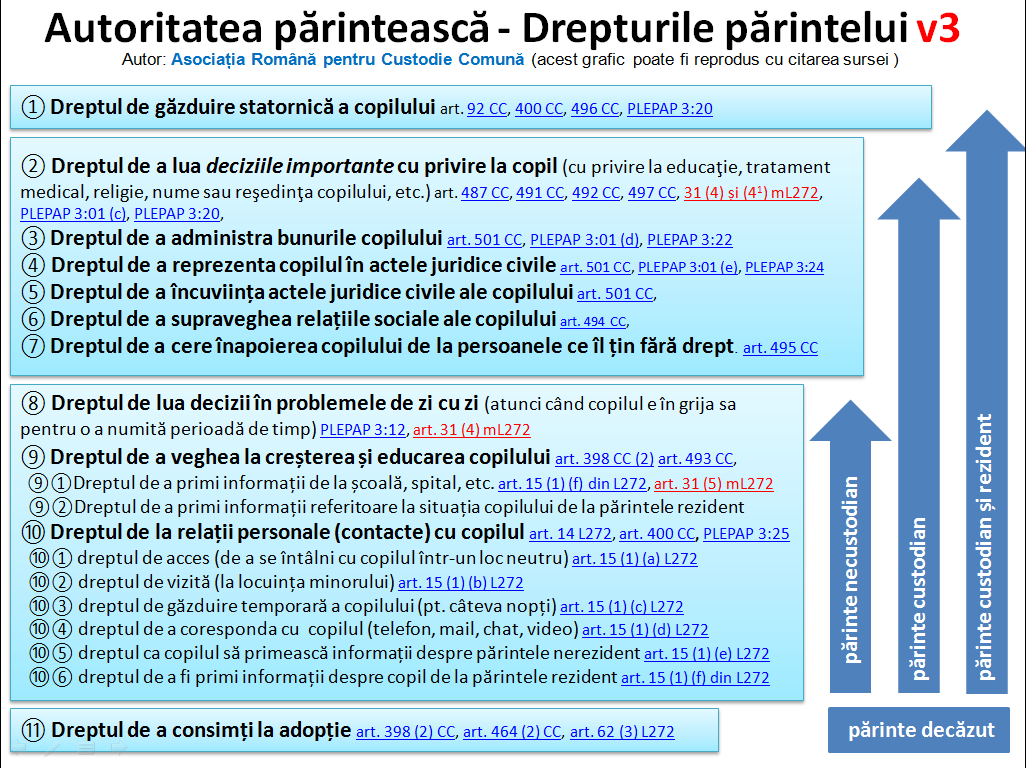

Autoritatea parentală este ansamblul de drepturi și îndatoriri care privesc atât persoană cât și bunurile copilului și aparțin în mod egal ambilor părinți [ art. 483 alin (1) cod civil].  Noul cod civil romană implementează așanumitul principiu al coparentalității prin următoarele articole: 
- 483 alin (1) – specifică că autoritatea parentală aparține ambilor părinți
- 503 alin (1) – specifică că autoritatea părintească se exercită în mod egal de către părinți
- 483 alin (3) – specifică că răspunderea pentru creșterea copilului revine ambilor părinți

Principiul coparentalității este în deplină armonie cu art. 18 alin (1) din Convenția ONU privind drepturile copilului care consacră la nivel internațional dreptul copilului de a crește alături de părinții săi și cu art. 35 din Legea 272/2004 privind protecția și promovarea drepturilor copilului, republicată 2014, care enunță faptul că interesul superior al copilului reclamă participarea ambilor părinți la creșterea și educarea sa. Legea 272/2004 face de asemenea precizări (Art. 36) referitoare la exercitarea autorității părintești comune de ambii părinți când nu locuiesc împreună.
Când ambii părinți exercită autoritatea părintească comună, ei trebuie sa ajungă la o înțelegere în ceea ce privește copilul. Dacă nu reușesc aceasta, neînțelegerile dintre ei pot fi soluționate pe cale juridică conform  Art. 486 codul civil, care stipulează: "Ori de câte ori există neînțelegeri între părinți cu privire la exercițiul drepturilor sau la îndeplinirea îndatoririlor părintești, instanța de tutelă, după ce îi ascultă pe părinți și luând în considerare concluziile raportului referitor la ancheta psihosocială, hotărăște potrivit interesului superior al copilului. Ascultarea copilului este obligatorie, dispozițiile art. 264 fiind aplicabile."

## Situația actuală: egalitatea soților în relațiile cu copiii
În cazul în care părinții trăiesc separat sau sunt divorțați, se pune problema de a decide cu privire la locuința minorului. Aceasta poate fi la unul dintre ei, care astfel devine părinte rezident  sau copilul poate locui un timp relativ egal la fiecare dintre părinți, sistem care poartă denumirea de domiciliu alternant: copiii trăiesc o săptămână cu tatăl, săptămâna următoare cu mama și așa mai departe. Alternanța poate avea și o periodicitate de 2 săptămâni, 1 lună, ... Ea se adaptează în funcție de interesul copiilor și de posibilitățile părinților. În Franța, acest sistem a fost legalizat prin legea din 4 martie 2002 privind autoritatea parentală. El permite celor doi părinți să își exercite efectiv autoritatea parentală. În România autoritatea părintească comună a fost legalizată prin intrarea în vigoare a noului cod civil, la data de 1 octombrie 2011.

## 'Custodie' versus 'autoritate părintească'
Există anumite diferențe de nuanță între cei doi termeni:
- Noțiunea de custodie[14] (dar și cele de părinte custodian sau părinte necustodian) apare doar în cazul în între părinți apare o ruptură, adică aceștia divorțează sau se separă, custodia (care poate fi de mai multe tipuri) fiind aranjamentul legal prin care se reglementează modul de exercitare al autorității părintești post-divorț.
- Noțiunea de autoritate părintească este mai amplă[15] și cuprinde pe lângă cazul părinților divorțați sau separați și cazurile în care părinții trăiesc și se gospodăresc împreună, sau chiar dacă sunt separați, se ocupă în deplină înțelegere de creșterea și educarea minorilor fără a fi nevoie ca modul de exercitare a autorității părintești să fie reglementat sau formalizat în vreun fel.

## 'Autoritate părintească' versus 'responsabilitate părintească'
Dacă se verifică definițiile de mai jos:
- http://wikigender.org/index.php/Parental_authority Arhivat în 30 decembrie 2011, la Wayback Machine.
- http://www.medicalprotection.org/uk/factsheets/parentalresponsibility Arhivat în 9 martie 2012, la Wayback Machine.
- http://www.family-lawfirm.co.uk/Children/Parental-rights.aspx
- http://www.alternativefamilylaw.co.uk/en/children/parental-responsibility.htm

se poate observa că ele coincid cu cele ale autorității părintești:
- Principiile europene ale autorității părintești
- Art. 483 din Noul Cod Civil)

## Suportul legal

### Suportul legal în România
- Noul Cod Civil - Titlul Autoritatea părintească (483-512) (articole comentate în iurispedia.ro)

### Principiile Dreptului European al Familiei relativ la autoritatea părintească
| “                                                                               | Principiul 3:1 Conceptul de autoritate părintească Autoritatea părintească desemnează un cumul de drepturi și obligații, care au drept scop promovarea și protejarea bunăstării copilului. Ele se referă în special la: (a) îngrijire, protecție și educație; (b) menținerea relațiilor personale; (c) stabilirea rezidenței; (d) administrarea proprietății și (e) reprezentarea legală. | ” |
| — Principiile Dreptului European al Familiei relativ la autoritatea părintească | |   |

## Ariile principale de exercitare a autorității părintești
Ariile principale de exercitare a autorității părintești sunt definite de satisfacerea necesitaților de creștere și dezvoltare armonioasa a copilului. Altfel, conform codului civil roman:
Art. 487
Conținutul autorității părintești
Părinții au dreptul și îndatorirea de a crește copilul, îngrijind de sănătatea și dezvoltarea lui fizică, psihică și intelectuală, de educația, învățătura și pregătirea profesională a acestuia, potrivit propriilor lor convingeri, însușirilor și nevoilor copilului; ei sunt datori să dea copilului orientarea și sfaturile necesare exercitării corespunzătoare a drepturilor pe care legea le recunoaște acestuia.

## Limitări
Autoritatea parentală a unui părinte nu poate fi exercitată în orice mod, ci numai în interesul superior al copilului. (Art. 483 (2)). Autoritatea parentală a unui părinte, atunci când este recunoscută, nu devine niciodată un drept absolut și nelimitat: ea se oprește acolo unde încep drepturile copilului, mai ales în cazul părinților divorțați apare o anumită limitare legată de faptul că ambii părinți trebuie să cadă de acord cu privire la aspectele ce țin de organizarea vieții minorului (viața școlară, sportivă, culturală, religioasă, tratamente medicale, vacanțe, etc..). De asemenea, tot în cazul părinților divorțați, programul de relații personale ale minorului cu celălalt părinte dar și cu alte persoane semnificative din viața copiilor (de exemplu bunicii) poate limita exercitarea autorității parentale a respectivului părinte .
O altă limitare este aceea creată de situațiile când un părinte (sau ambii) au un comportament violent sau abuziv fata de copil (Legea 272/2004 republicată 2014, Art. 36, alin 7), si Convenția Consiliului Europei privind prevenirea și combaterea violenței împotriva femeilor și a violenței domestice - denumită și Convenția de la Istanbul - Articolul 31).
Părintii trebuie deasemnea sa țină cont și de opiniile copilului. Copilul care a împlinit 14 ani are o oarecare independență legată de educație (Art. 498) și în special religie (Art. 491). Copilul, inclusiv cel sub 14 ani, are dreptul de a avea relații sociale, ce nu pot fii cenzurate de părinti decât în anumite cazuri (Art 494 ).

## Apariția autorității parentale
Autoritatea parentală are un început care se leagă de nașterea copilului. Pentru mamă, aceasta se întâmplă la naștere. Pentru tată, dacă acesta este căsătorit în mod legal cu mama, aceasta începe tot la nașterea minorului. Dacă însă tatăl nu este căsătorit, autoritatea parentală începe la momentul recunoșterii paternității de către acesta sau prin căsătoria acestuia cu mama minorului . Autoritatea parentală pentru copiii adoptați apare la momentul încheierii procedurii de adopție.

## Autoritatea părintească față de responsabilitatea părintească
În România există două frazări juridice care reprezintă lucru: "responsabilitatea părintească" și "autoritatea părintească". Cei doi termeni s-au încetățenit deoarece, pe de o parte, în traducerile obligatorii efectuate de Ministerul Justiției unor acte europene s-a folosit termenul "responsabilitate părintească" ca traducere a termenului englezesc de "parental responsibility" iar pe de altă parte noul cod civil a definit noțiunea de "autoritate părintească" considerat mai cuprinzător. Este de presupus că documentele juridice ulterioare intrării în vigoare a noului Cod civil vor întări utilizarea termenului de autoritate părintească cu privire la ansamblul drepturilor și obligațiilor părinților cu privire la copiii lor. Totuși există cel puțin un text legislativ european (încă este neclar dacă a fost sau nu însușit de România) care precizează dorința de a se înlocui termenul de autoritate părintească considerat perimat cu termenul de responsabilitate părintească ceea ce sugerează faptul că legiuitorul român a utilizat un termen care la nivel european este considerat deja perimat.

## Dispariția autorității parentale[13]

### Încetarea autorității părintești
Autoritatea părintească are un început care se leagă de nașterea copilului dar și un sfârșit. Autoritatea părintească se încheie în cazul în care copilul ajunge la maturitate, se căsătorește, are un parteneriat oficial, este adoptat sau moare. De asemenea, de regulă, autoritatea părintească încetează atunci când partenerul celuilalt părinte adoptă copilul acestuia din urmă. În caz de deces al unui părinte dispare autoritatea părintească dintre părintele decedat și copil. Soțul supraviețuitor păstrează autoritatea parentală unică. Dacă ambii părinți sunt decedați se deschide o tutelă prin care un consiliu de familie sau un tutore sunt investiți cu această autoritate.
În România, un copil devine major la 18 ani, dar în situații excepționale poate dobândi capacitatea de exercițiu deplină de la 16 ani (Art. 38, Art. 39, Art. 40).

### Decăderea din exercițiul drepturilor părintești
Decăderea din exercițiul drepturilor părintești antrenează, în principiu, pierderea pentru un părinte (sau ambii) a tuturor drepturilor care îi privesc pe toți copiii acelui părinte (Art. 509 (1). Există însă și cazuri, când, ca excepție, decăderea este doar parțială (numai cu privire la anumite drepturi părintești ori la anumiți copii (Art. 509 (2)). Un părinte poate să fie decăzut din exercițiul drepturilor părintești atunci când comportamentul său constituie un risc considerabil la adresa persoanei sau a bunurilor copilului. În aceste situații organismele statului însărcinate cu protecția minorului intervin pentru a separa copilul de părintele abuziv iar în urma unui proces în instanță acest părinte poate să fie decăzut din drepturile părintești. Dacă ambii părinți au fost decăzuți din drepturile părintești, se deschide o tutelă prin care un consiliu de familie sau un tutore sunt investiți cu această autoritate. Este vorba despre o măsură care poate fi, în funcție de situație, provizorie sau definitivă. Condițiile pentru  decăderea din exercițiul drepturilor părintești sunt definite în art 508 din codul civil astfel "(1) Instanța de tutelă, la cererea autorităților administrației publice cu atribuții în domeniul protecției copilului, poate pronunța decăderea din exercițiul drepturilor părintești dacă părintele pune în pericol viața, sănătatea sau dezvoltarea copilului prin relele tratamente aplicate acestuia, prin consumul de alcool sau stupefiante, prin purtarea abuzivă, prin neglijența gravă în îndeplinirea obligațiilor părintești ori prin atingerea gravă a interesului superior al copilului. (2) Cererea se judecă de urgență, cu citarea părinților și pe baza raportului de anchetă psihosocială. Participarea procurorului este obligatorie." Articolele 509-512 dezvolta noțiunea și consecințele decăderii din exercițiul drepturilor părintești.

### Tăgada paternității
În noul Cod Civil, tăgada paternității este prevăzută de articolele 429-434. Conform art 429  "Acțiunea în tăgada paternității poate fi pornită de soțul mamei, de mamă, de tatăl biologic, precum și de copil." Când în urma testului ADN se constată că tatăl prezumat (căsătorit cu mama copilului) nu este tatăl biologic, instanța de judecată îl exonerează de obligațiile parentale dar și de drepturile parentale asupra minorului.
Situațiile legale născute din circumstanțele când un copil rezultă dintr-o relație extraconjugală sunt complexe din punct de vedere legal. În România, un copil născut sau conceput în timpul căsătoriei îl are ca tată prezumat pe soț. Astfel, soțul trebuie trecut în certificatul de naștere. Ulterior, se poate deschide în instanță o acțiune de tăgadă a paternității.

### Privarea de autoritate părintească
Destul de des, în urma divorțului, profesioniștii constată că părintele care nu obține dreptul de a găzdui copilul în mod statornic este limitat în exercitarea prerogativelor sale (drepturi și obligații) care decurg din autoritatea parentală. Această situație este evidentă mai ales în cazul situației anterioare intrării în vigoare a noului Cod Civil, în care instanțele erau obligate să încredințeze minorul spre creștere și educare unui singur părinte. Părinte care a fost lipsit de autoritatea părintească printr-o sentință definitivă și irevocabilă pronunțată anterior datei de 1 octombrie 2011 are o autoritate părintească restrânsă. Situația de limitare a autorității părintești apare însă și în unele situații în care, din punct de vedere legal, ambii părinți exercită autoritatea părintească. Această lipsire de autoritatea parentală de facto se datorează imposibilității reale de se acoperi drepturile legitime, din cauza boicotului efectuat de către părintele rezident ori de către anturajului celuilalt părinte. Cazuri de acest tip pot fi Sindromul alienării părintești sau răpirea internațională de minori.

### Divorțul și autoritatea parentală în România
În România, operează prezumția de autoritate părintească comună. Astfel, custodia unică este excepția de la regulă. (Art. 397 și Art. 398
codul civil). Ca și pe vechiul Cod al familiei, in cazul custodiei unice, "celălalt părinte păstrează dreptul de a veghea asupra modului de creștere și educare a copilului, precum și dreptul de a consimți la adopția acestuia." (Art 398 (2)). Conform Legii 272/2004, republicată 2014, Art 36 (7) "Se considera motive intemeiate pentru ca instanta sa decida ca autoritatea parinteasca sa se exercite de catre un singur parinte alcoolismul, boala psihica, dependenta de droguri a celuilalt parinte, violenta fata de copil sau fata de celalalt parinte, condamnarile pentru infractiuni de trafic de persoane, trafic de droguri, infractiuni cu privire la viata sexuala, infractiuni de violenta, precum si orice alt motiv legat de riscurile pentru copil, care ar deriva din exercitarea de catre acel parinte a autoritatii parintesti. ". Coform Art 36 (6) al acestei legi, care a fost introdus prin Legea 257/2013, "Un parinte nu poate renunta la autoritatea parinteasca, dar se poate intelege cu celalalt parinte cu privire la modalitatea de exercitare a autoritatii parintesti, in conditiile art. 506 din Codul civil." Acestă modificare legislativă a fost introdusă pentru a se consfinți principiul autorității comune ca drept al copilului, pentru a se pune capăt controverselor din doctrina și practica judiciară legate de renunțarea unui părinte la autoritate, și pentru a se preveni situații abuzive de determinare a unui părinte sa renunțe la autoritate prin constrângere, oferirea de bani, sau prin alte modalități ilicite. Astfel, autoritatea părintească exercitată de un singur părinte poate fi dispusă doar de instanța de judecată, pentru motive temeinice legate de dezvoltarea copilului.
Anterior datei de 1 octombrie 2011, doar unul dintre părinți primea încredințarea minorului în urma divorțului. Pe cale de consecință, acesta avea în mod unic dreptul legal de decizie în ceea ce privește minorul, celalalt părinte având doar dreptul de legături personale și de a fi informat.

### Copilul născut în afara căsătoriei
În România, copilul născut în afara căsătoriei are aceleași drepturi precum cel născut în cadrul căsătoriei (Art 260 codul civil,  Art 48 (3) Constituția României). Astfel, autoritatea părintească este comună atunci când copilul este recunoscut de tată. Când părinții necăsătoriți conviețuiesc, ei sunt asimilați celor căsătoriți în legătură cu modul de exercitare a autorității părintești (Art. 505 (1).) Aceasta asimilare are loc doar în legătură cu relația părinte-copil, nu și legat de alte aspecte, deoarece concubinajul nu este recunoscut legal în România. Când părinții nu conviețuiesc și există neînțelegeri între ei legate de modul de exercitare a autorității părintești, "modul de exercitare a autorității părintești se stabilește de către instanța de tutelă, fiind aplicabile prin asemănare dispozițiile privitoare la divorț." (Art. 505 (2)). De asemenea, dacă instanța este sesizată cu o cerere privind stabilirea filiației, ea este obligată să dispună și asupra modului de exercitare a autorității părintești (Art. 505 (3)). Relevant este și Art. 426 Prezumția filiației față de pretinsul tată, care se aplică în cazul când filiația trebuie stabilită pe cale juridică (există o oarecare analogie cu prezumția de paternitate în cazul căsătoriei).
In legătura cu modul de stabilire a paternității, conform deciziei CEDO Călin și alții împotriva României dreptul copiilor de a-și stabili paternitatea este imprescriptibil, indiferent de data la care s-au născut (adică incluzând și copiii născuți înainte de 2007).

## Reinstaurarea autorității părintești în România și în Europa
Reinstaurarea autorității părintești este posibilă pentru părinții care au pierdut exercițiul unor drepturi părintești, dacă condițiile care au dus la pierderea autorității părintești s-au schimbat. Aceasta are deosebit interes mai ales în cazul părinților care, anterior intrării în vigoare a noului Cod Civil, au pierdut custodia copiilor printr-o sentință definitivă și irevocabilă. Suportul legal este dat de Principiul 3:34 - Reinstaurarea autorității părintești din Principiile Legislației Europene Privitoare la Autoritatea Părintească coroborat cu Art. 512 din noul Cod Civil.

## Controlul autorității parentale
Legislațiile actuale, mai ales în țările occidentale, sunt din ce în ce mai protectoare pentru copii. S-au instaurat proceduri de control a autorității parentale care poate fi realizată dacă părinții nu pot să se ocupe singuri de copiii lor. Se pot lua măsuri de către tribunale care pot merge de la un sprijin acordat părinților până la suprimarea totală a autorității parentale.
În România, pe plan penal, există infracțiunea de relele tratamente aplicate minorului (Art. 197), care stipulează că "Punerea în primejdie gravă, prin măsuri sau tratamente de orice fel, a dezvoltării fizice, intelectuale sau morale a minorului, de către părinți sau de orice persoană în grija căreia se află minorul, se pedepsește cu închisoarea de la 3 la 7 ani și interzicerea exercitării unor drepturi."
Pe plan civil, se poate dispune decăderea din exercițiul drepturilor părintești (art 508 -512 codul civil) aceasta putând fi parțială sau totală (în acest caz, există posibilitatea de adopție a copiilor de către o altă familie). În România protecția minorilor este reglementată de Legea nr. 272/2004. În lipsa normelor metodologice această lege este neuniform aplicată. Legea 217/2003 pentru prevenirea si combaterea violentei in familie, republicata 2014, este de asemenea relevantă. Conform Recomandării 874 (1979) a Consiliului Europei (a se vedea bibliografia, capitolul II, litera c) Conceptul de "autoritate parentală" ar trebui să fie înlocuit de acela de "răspundere parentală", cu o descriere clară a drepturilor copiilor în calitate de membri individuali ai familiei.

## Drepturile părinților și ale copiilor ca membrii unei familii
| - Dreptul de supraveghere - Dreptul de găzduire a minorului - Dreptul de vizită - Dreptul de acces la minor - Dreptul de corespondență între minor și persoanele semnificative din viața sa | - Autoritatea părintească - Dreptul de acces la informațiile privitoare la minor - Dreptul de decizie cu privire la bunăstarea copilului - Dreptul bunicilor la legături personale - Dreptul copilului de a fi informat despre persoanele semnificative din viața sa |  |